# Vogelluizen
De vogelluizen (Menoponidae) zijn een familie uit de orde Phthiraptera.

## Kenmerken
Vogelluizen hebben een ovaal lichaam met een brede, driehoekige kop met bijtende monddelen en korte en stevige poten, die voorzien zijn van 2 klauwtjes. De lichaamslengte bedraagt 1 tot 6 mm.

## Leefwijze
De meeste soorten voeden zich met deeltjes van de veren, weer anderen nemen genoegen met bloed of huidschilfers.

## Voortplanting
De eieren worden vastgekleefd aan de voet van de veren, die dan moeilijk te verwijderen zijn.

## Verspreiding en leefgebied
Deze familie komt wereldwijd voor op allerlei soorten pluimvee en vogels. Sommige soorten kunnen een bedreiging vormen voor de vogels.